# 约翰·阿瑟斯
约翰·查尔斯·阿瑟斯（英語：John Charles Arthurs，1947年8月15日—），美国NBA联盟职业篮球运动员。他在1969年的NBA选秀中第6轮第73顺位被密尔沃基雄鹿选中。